# Richard Thiele
Richard Thiele (* 30. Dezember 1846 in Schwenda, Harz; † 11. August 1907 in Erfurt) war ein deutscher Pädagoge und Heimatforscher.

## Leben
Richard Thiele studierte Klassische Altertumswissenschaften und Germanistik. Nach der Promotion zum Dr. phil. 1869 an der Martin-Luther-Universität Halle-Wittenberg schlug er die Lehrerlaufbahn ein. Er war Lehrer  an den Franckschen Stiftungen in Halle, dann in Wesel und kommissarischer Schulleiter in Bochum. Vom 1. Oktober 1879 bis Ostern 1884 leitete er das Gymnasium Leopoldinum in Detmold, um dann die Leitung des königlichen Gymnasiums in Ratibor zu übernehmen. Von 1892 bis zu seinem Tod wirkte er am Königlichen Gymnasium in Erfurt, ab 1893 als Schulleiter.
Thieles bedeutendste wissenschaftliche Leistung ist die Ausgabe der Ende der im 15. Jahrhundert entstandenen Chronik des Erfurter Geistlichen Konrad Stolle. Zudem verfasste er mehrere lateinische Schulbücher. Er war Mitglied in mehreren Fachorganisationen, war unter anderem Vizepräsident der Akademie gemeinnütziger Wissenschaften zu Erfurt.

## Schriften
- Eva Lessing. Ein Lebensbild. Verlag der Buchhandlung des Waisenhauses, Halle a. S. 1881 (eingeschränkte Vorschau in der Google-Buchsuche [abgerufen am 10. Januar 2023]). (Über Eva König, Gotthold Ephraim Lessings Ehefrau.)
- Herausgeber: Memoriale-thüringisch-erfurtische Chronik von Konrad Stolle, Halle 1900.